# Lepidonereis anulligera
Lepidonereis anulligera är en ringmaskart som beskrevs av Henri Marie Ducrotay de Blainville 1818. Lepidonereis anulligera ingår i släktet Lepidonereis och familjen Nereididae. Inga underarter finns listade i Catalogue of Life.